# Réti Mátyás
Réti Mátyás (Tiszadob, 1922. május 26. – Budapest, 2002. február 6.) magyar festőművész, grafikus.

## Életútja
A második világháborút követően hadifogságba esett. Hazatérte után Papp Gyula nagymarosi szabadiskolájában tanult, 1948-tól pedig a Derkovits kollégiumban folytatta művészeti tanulmányait. 1948–1953 a Magyar Képzőművészeti Főiskolán tanult, Kmetty János, Hincz Gyula, Domanovszky Endre voltak a mesterei. Tanulmányúton járt Franciaországban, Olaszországban, Spanyolországban, Görögországban, valamint a környező országokban. Csepelen 22 évig működött rajztanárként. Ő alapította a budapesti pedagógusok képzőművész stúdióját, melynek 1953–1963 között tagja is volt. Festményeit erőteljes színekkel és tónusváltásokkal készítette. Jelentős Dózsa grafikai sorozata. 1985-ben szülőfalujának ajándékozta 40 olajképét és harminc grafikáját, mely állandó kiállításon tekinthető meg a Községi Könyvtár két termében.

## Kiállításai (válogatás)

### Egyéni

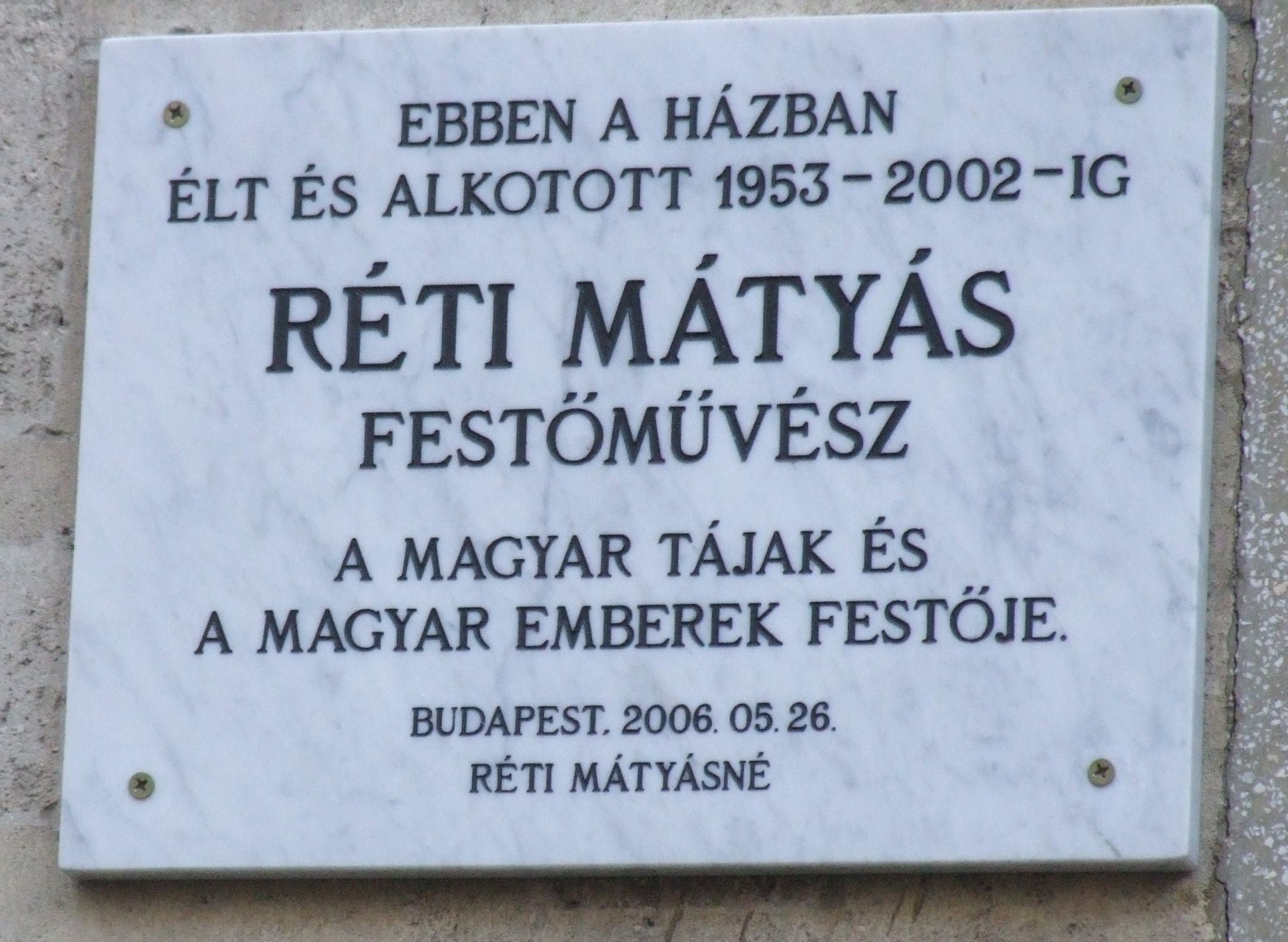
Réti Mátyás emléktáblája

- 1964 • Derkovits Terem, Budapest (kat.)
- 1965, 1967 • Hazafias Népfront XXI. kerületi helyisége, Budapest
- 1970 • Csepel Galéria, Budapest
- 1973 • Benczúr Gyula Terem, Nyíregyháza
- 1974 • Csepel Galéria, Budapest
- 1975 • Fényes Adolf Terem, Budapest
- 1976 • Fáklya Klub, Budapest [Jánosi Andrással]
- 1978 • Vaszary János Terem, Kaposvár (kat.) • Gyermekváros, Tiszadob
- 1979 • Csepel Galéria, Budapest • Községi Könyvtár, Rakamaz • Községi Könyvtár, Ibrány
- 1980 • Munkácsy Terem, Békéscsaba • Goldberger Művelődési Ház, Budapest • Marczibányi téri Művelődési Központ, Budapest • Gyöngyösi Galéria, Gyöngyös • Művelődési Ház, Keréktelek • Községi Könyvtár, Tiszalök • Községi Könyvtár, Gávavencsellő
- 1981 • Kultúrház, Tiszaeszlár • Művelődési Ház, Fehérgyarmat • Művelődési Ház, Vásárosnamény • Művelődési Ház, Tiszadada • Művelődési Ház, Tiszavasvári • Művelődési Ház, Tiszanagyfalu • Népszabadság Székház • Tokaji Galéria, Tokaj • Szinyei Terem, Szekszárd
- 1982 • Móricz Zsigmond Művelődési Ház, Kőbánya • Klub Könyvtár, Mátraderecske • Közép-dunántúli Téglaipari Vállalat, Pápa • Ságvári Endre Művelődési Ház • Állami Gazdaság, Törökbálint • Zugligeti Kutató Intézet • Művelődési Ház, Recsk • Művelődési Ház, Sirok • Művelődési Ház, Pétervására • Móricz Zsigmond Művelődési Ház, Kenderes • Képcsarnok bemutatóterme, Salgótarján • Művelődési Ház, Kunhegyes • Művelődési Központ, Mezőkövesd • Helyőrségi Művelődési Otthon, Kaposvár • Megyei Könyvtár, Kaposvár
- 1983 • Móricz Zsigmond Művelődési Központ, Barcs • Helyőrségi Művelődési Otthon, Nagykanizsa
- 1984 • Benczúr Terem, Nyíregyháza • Iskola Galéria, Budapest-Csepel • Ady Endre Művelődési Központ, Nádudvar • Erkel Ferenc Művelődési Ház, Kisbér • Hazafias Népfront I. kerületi bizottságának székháza, Budapest • Művelődési Központ, Dabas • Községi Könyvtár, Tiszalök • Nagyközségi Könyvtár, Rakamaz • Művelődési Otthon, Kisvárda • Művelődési Otthon, Dombrád • Művelődési Otthon, Gávavencsellő • Művelődési Ház, Fehérgyarmat
- 1985 • Városi Művelődési Központ, Encs • Művelődési Ház, Erdőtelek • Községi Könyvtár, Tiszadob • Művelődési Ház, Hajdúnánás • Művelődési Ház, Hajdúdorog • Művelődési Ház, Pétervására
- 1986 • Fővárosi Ingatlankezelő Vállalat, Budapest • Benczúr Terem, Nyíregyháza
- 1992 • Munkácsy Mihály Galéria, Békéscsaba
- 1993 • Petőfi Sándor Művelődési Ház, Almásfüzitő
- 2001 • Holló Galéria, Debrecen
- 2002 • Kálmáncsehi Galéria, Debrecen
- 2005 • Magyar Borok Háza, Budapest
- 2006 • Emlékkiállítás, Erdei Éva Galéria, Budapest-Csepel

### Csoportos
- 1950 • Ifjúsági képző- és iparművészeti kiállítás, Nemzeti Szalon, Budapest
- 1959 • Rajztanárok Országos Képzőművészeti Tárlata, Ernst Múzeum, Budapest
- 1961 • Boldog gyermekévek, Műcsarnok, Budapest
- 1965 • X. Magyar Képzőművészeti kiállítás, Műcsarnok, Budapest
- 1969 • Jubileumi képzőművészeti kiállítás, Csepeli Műszaki Klub, Budapest • Csepeli pedagógusművészek kiállítása, Csepeli Vas- és Fémművek Munkásotthona, Budapest
- 1971 • Csepeli Képzőművészek Tavaszi Tárlata, Csepel Galéria, Budapest
- 1972 • Csepeli képzőművészek, Csepel Galéria, Budapest
- 1976 • Fényes Szelek nemzedéke, Magyar Nemzeti Galéria, Budapest
- 1982 • Halászat a képzőművészetben, Türr István Múzeum, Baja.

## Művek közgyűjteményekben
- Göcseji Múzeum, Zalaegerszeg;
- Réti Mátyás Faluház, Tiszadob;
- Ráday Múzeum, Kecskemét;
- Vay Ádám Múzeum, Vaja.

## Díjak, elismerések
- 1959: művészpedagógusok kiállítása az Ernst Múzeumban, a Fővárosi Tanács II. díja;
- 1974: Szocialista Kultúráért.